# Decencio
Flavio Magno Decencio (en latín, Flavius Magnus Decentius, muerto el 18 de agosto de 353 en Senonae) fue un hermano del usurpador del Imperio Romano Magnencio.

## Biografía
Decencio fue nombrado César por su hermano Magnencio entre el verano de 350 y el otoño de 351 para gobernar sobre la Galia, controlar el limes del Rhin y asegurar la retaguardia de su hermano frente al emperador legítimo Constancio II.
En 352 fue nombrado Cónsul, repitiendo el cargo en 353 al mismo tiempo que su hermano. Sin embargo, la causa de ambos decaía progresivamente y las tropas de Constancio II vencieron a Magnencio el 3 de julio de 353 en la Batalla de Mons Seleucus y éste se suicidó en Lugdunum (Lyon, Francia) el 10 o el 11 de agosto. Decencio deseaba que su hermano hubiera acudido junto a él con sus tropas para intentar oponer resistencia a las tropas de Constancio II, pero, al conocer la muerte de su hermano, se ahorcó en Semonae.